# Seiichi Yagi
Seiichi Yagi, japanisch八木誠一 (* 15. Februar 1932 in Yokohama, Präfektur Kanagawa) ist ein japanischer Hochschullehrer für Theologie, Ethik und Philosophie an der Toin University (桐蔭横浜大学, Tōin yokohama daigaku) in Yokohama und emeritierter Professor an der Tōkyō Kōgyō Daigaku, wo er als Lehrer für deutsche Sprache lehrte.

## Leben und Wirken
Yagi wurde in eine christliche Familie in der Tradition von Uchimura Kanzō geboren. Uchimura bekehrte seinen Vater zum Christentum.
Yagi tritt als christlicher Theologe für den interreligiösen Dialog ein. Er absolvierte im Jahre 1955 sein Studium am Institut für Geisteswissenschaften der Universität Tokio, das er 1962 mit einer Promotion abschloss. Während des Studiums setzte er sich intensiv mit René Descartes und Søren Kierkegaard auseinander. Es folgte ein Studium an der Georg-August-Universität Göttingen durch den DAAD von 1957 bis 1959. Dort hörte er Ernst Käsemann und lernte dessen Historisch-kritische Methode kennen. Schon im Jahre 1960 war er als Assistenzprofessor an der privaten Kanto-Gakuin-Universität (関東学院大学, Kantō Gakuin Daigaku) tätig, dann ab dem Jahre 1964 als Assoziierter Professor am Tokyo Institute of Technology, weitere Professuren folgten so an der Toin Yokohama. Im Jahre 1967 erwarb er seinen Doctor of Letters den Yagi von Universität Kyūshū verliehen bekam. Als Gastprofessor war Yagi von 2000 bis 2002 an der Universität Hamburg in der Lehre, weitere Gastprofessuren waren an der Universität Bern.
Ausgehend von seinen neutestamentlichen Studien tritt er für den Dialog mit dem Buddhismus ein. In den 1980er-Jahren nahm er auf einem interreligiösen Kongress in Claremont (Kalifornien) teil, Claremont Graduate School Conference of March 1986. Diese Konferenz wurde auch als „Rubikon-Konferenz“ bezeichnet, leitete sie doch einen Paradigmenwechsel in der Religionstheologie ein.

## Publikationen (Auswahl)
- A bridge to buddhist-christian dialogue. Paulist Press, New York 1990
- Die Front-Struktur als Brücke vom buddhistischen zum christlichen Denken. Chr. Kaiser, München 1988
- Gott in Japan. Herausgegeben von Yagi Seiichi und Ulrich Luz, Chr. Kaiser, München 1986, ISBN 978-3-459-00867-4.